# Su Ge
Su Ge (januari 1952) is een Chinees diplomaat. Hij was ambassadeur in Suriname en IJsland.

## Biografie
Su Ge studeerde aan de universiteit voor internationale studies van Xi'an en ging vervolgens naar de Verenigde Staten waar hij aan de Brigham Young-universiteit in Provo (Utah) slaagde voor een master- en doctorstitel. Vanaf 2000 was hij hoogleraar aan de Tsinghua-universiteit en vanaf 2006 aan de Chinese Universiteit voor Buitenlandse Zaken, beide in Peking.
Van september 2006 tot juli 2009 was hij ambassadeur in Suriname en van september 2009 tot november 2012 van IJsland. Van juni 2015 tot 1 januari 2018 was hij voorzitter en secretaris van het partijcomité van het Chinese instituut voor internationale studies.